# Procambarus texanus
Procambarus texanus är en sötvattenlevande kräfta som beskrevs 1971 av Horton H. Hobbs, Jr.. Arten ingår i släktet Procambarus i familjen Cambaridae. Den förekommer endemiskt i USA och är bara känd från en fiskodling nära Smithville, Bastrop County i Texas. På grund av sin ovanlighet kategoriserar IUCN den som akut hotad.